# Tata în război cu... tata
Tata în război cu... tata (titlu original: Daddy's Home) este un film american din 2015 regizat de Sean Anders după un scenariu de Anders, Brian Burns și John Morris. Rolurile principale au fost interpretate de actorii Will Ferrell și Mark Wahlberg. A avut un buget de 50 de milioane de dolari americani și încasări de 242,8 de milioane de dolari americani.
O continuare, Tata în război cu... tata 2 (Daddy's Home 2), a apărut la 10 noiembrie 2017.

## Prezentare
Filmul este despre un tată vitreg cu maniere blânde (Will Ferrell) care se luptă pentru atenția copiilor soției sale (Linda Cardellini) atunci când tatăl lor biologic (Mark Wahlberg) revine în viața lor. 

## Distribuție
- Will Ferrell - Brad Whitaker
- Mark Wahlberg - Dusty Mayron
- Linda Cardellini - Sara Whitaker
- Scarlett Estevez - Megan Mayron
- Owen Vaccaro - Dylan Mayron
- Thomas Haden Church - Leo Holt
- Hannibal Buress - Griff
- Bobby Cannavale - Dr. Emilio Francisco
- Bill Burr - Jerry
- Jamie Denbo - Doris
- Alessandra Ambrosio - Karen
- Didi Costine - Adrianna
- John Cena - Roger (cameo)
- Mark L. Young
- Paul Scheer - DJ "The Whip"
- Billy Slaughter
- Chris Henchy - Jason Sinclair / Panda DJ
- Reba Elizabeth Carston - Serendipity
- LaMonica Garrett - Marco
- Kobe Bryant - rolul său (cameo)